# Moulin du Roy
Le Moulin du Roy,  situé sur la commune de Troyes dans le département de l'Aube, a été construit au XIIIe siècle par les comtes de Champagne.

## Histoire
Il est attesté comme appartenant à la comtesse Jeanne en 1287 car il avait été construit par les comtes de Champagne sur la dérivation de la Seine, à 1700 m du déversoir de St-Julien. Il est connu sous les noms de Molendinum Regis, moulin le Roi, moulin des Trévois  ou moulin de la Liberté.
Début XVIe siècle, il est engagé au profit de la famille Noë pour une rente annuelle de 60 livres. Vendu au Chapitre de Troyes en octobre 1343 et loué en 1348 à Pérard Garnier et Etienne Le Pevrier, deux papetiers, pour vingt-deux livres par an. En 1356, il est loué pour douze années à Colins dou Paupier, fils de Simon le Brazenier ; payable en rames de papier, à charge à transformer le-dit moulin en moulin à blé à terme. La location est renouvelée pour trois années en 1367 pour trente-huit francs or. Il en va ainsi jusqu'à la guerre de Cent Ans qui laisse le moulin ruiné et abandonné pendant au moins six années.
En 1345 Girard Gilbert dit Musnier prend la reconstruction à sa charge, avec une ece motion de loyer pour trois ans, puis le paiement d'un loyer de trois livres tournois par an pendant dix neuf années. C'est alors un moulin à blé, à écorces et à chanvre. En 1467, les frères Evrard et Lambert Boudrillot le loient, en association avec Jacques Lacaille, pour dix-neuf ans avec un loyer de cinquante et une livres.
Il passe en 1478 aux familles Denise et Le Camuzat qui l'exploitent en papeterie. Ils payaient quarante cinq livres tournois et autant de mains de papier comme loyer, charge à eux de transformer les moulins et de bâtir une maison. En 1485 le bailli de Troyes oblige les locataires à laisser passer les chevaux et voitures des habitants.

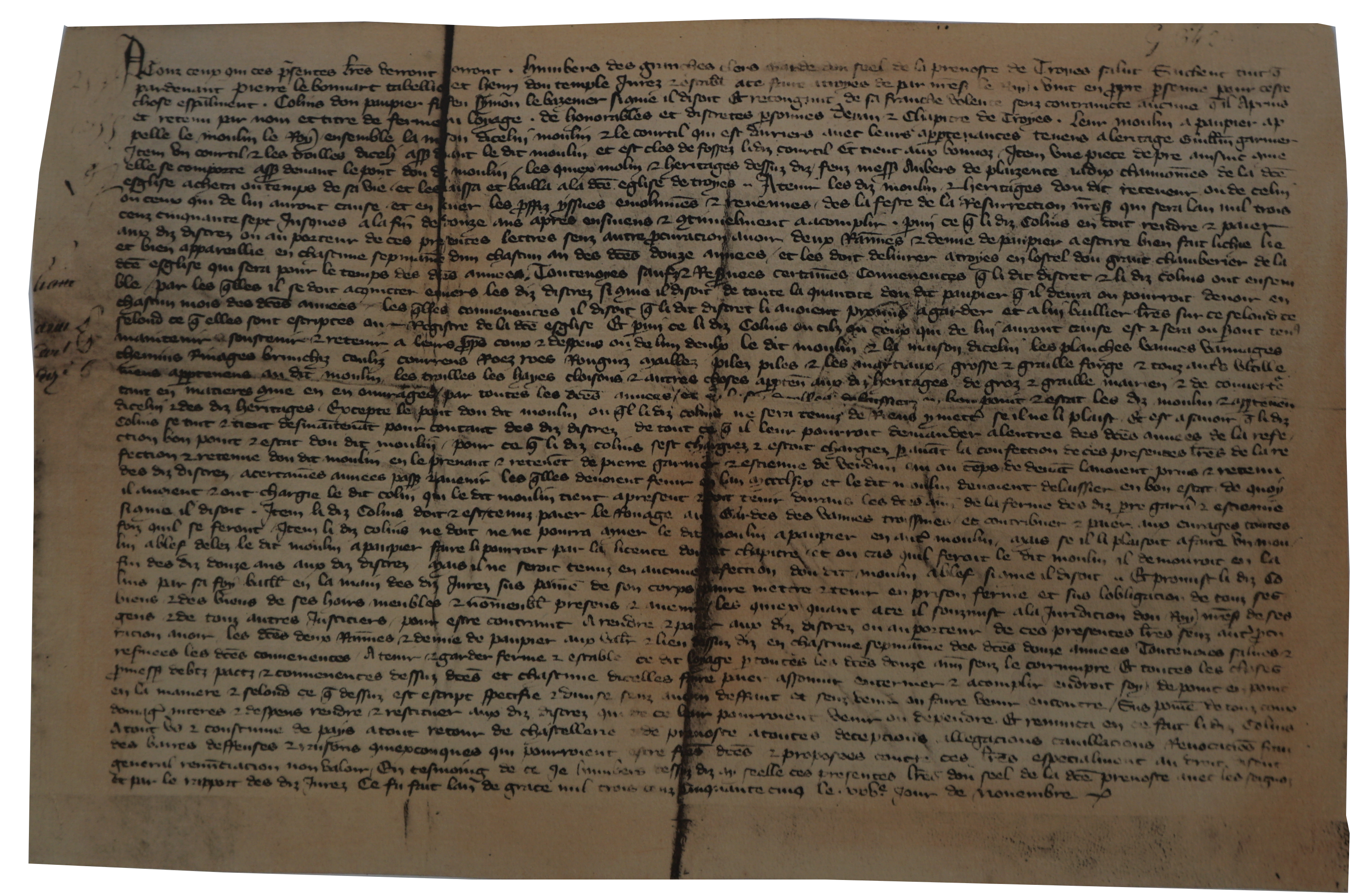
Bail de 1355,
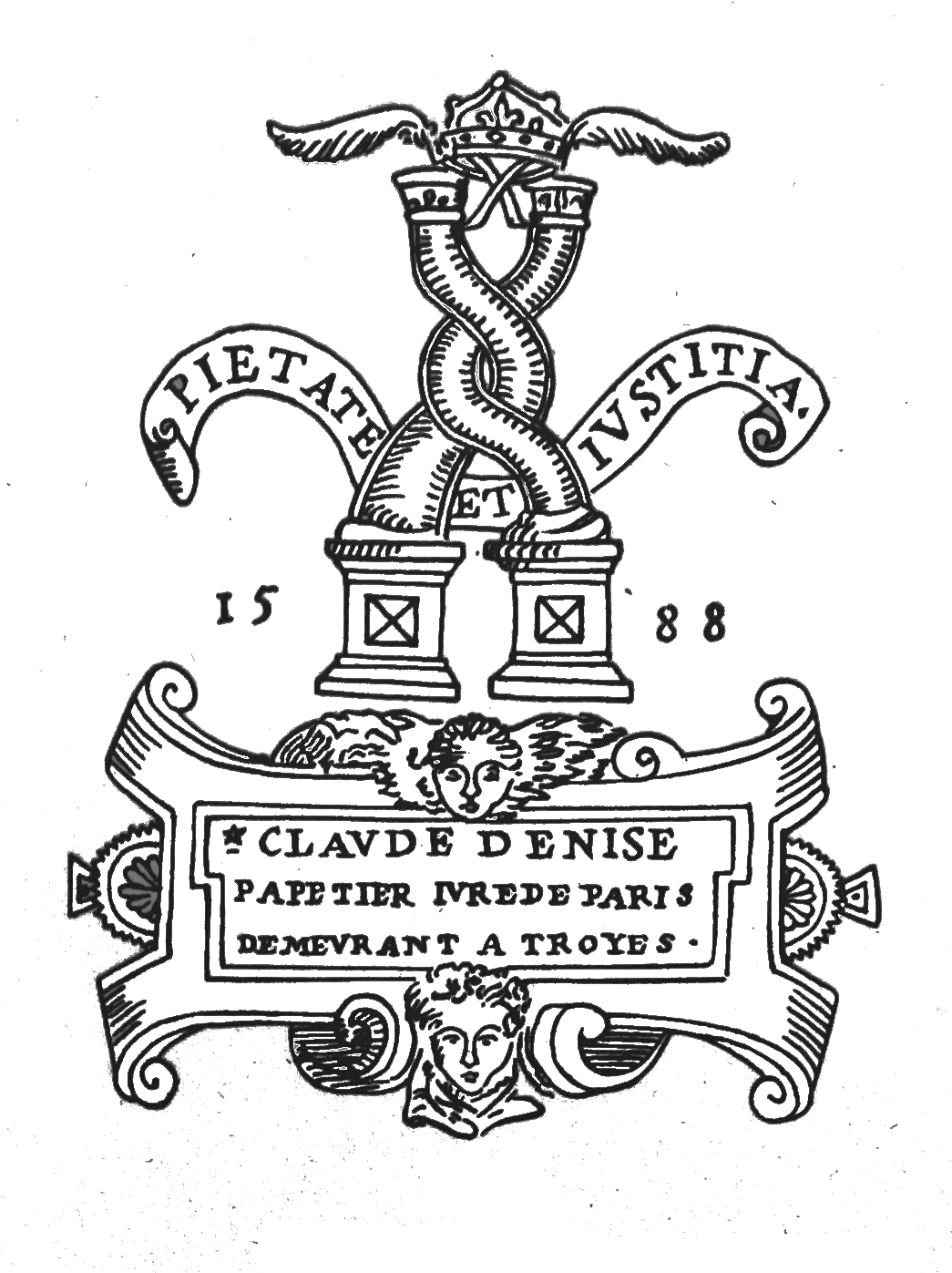
filigrane Denise en 1588,
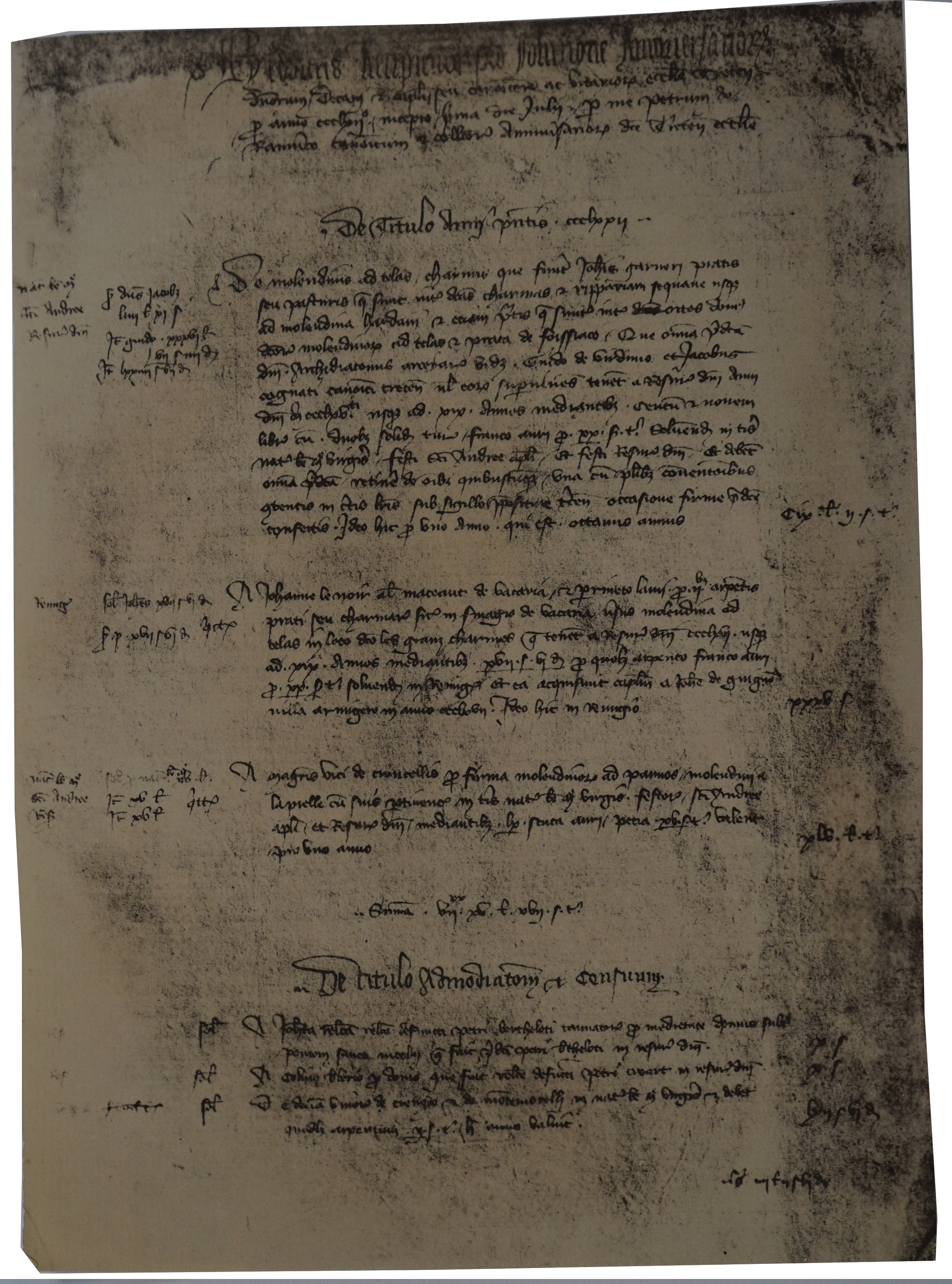
cité en 1636,
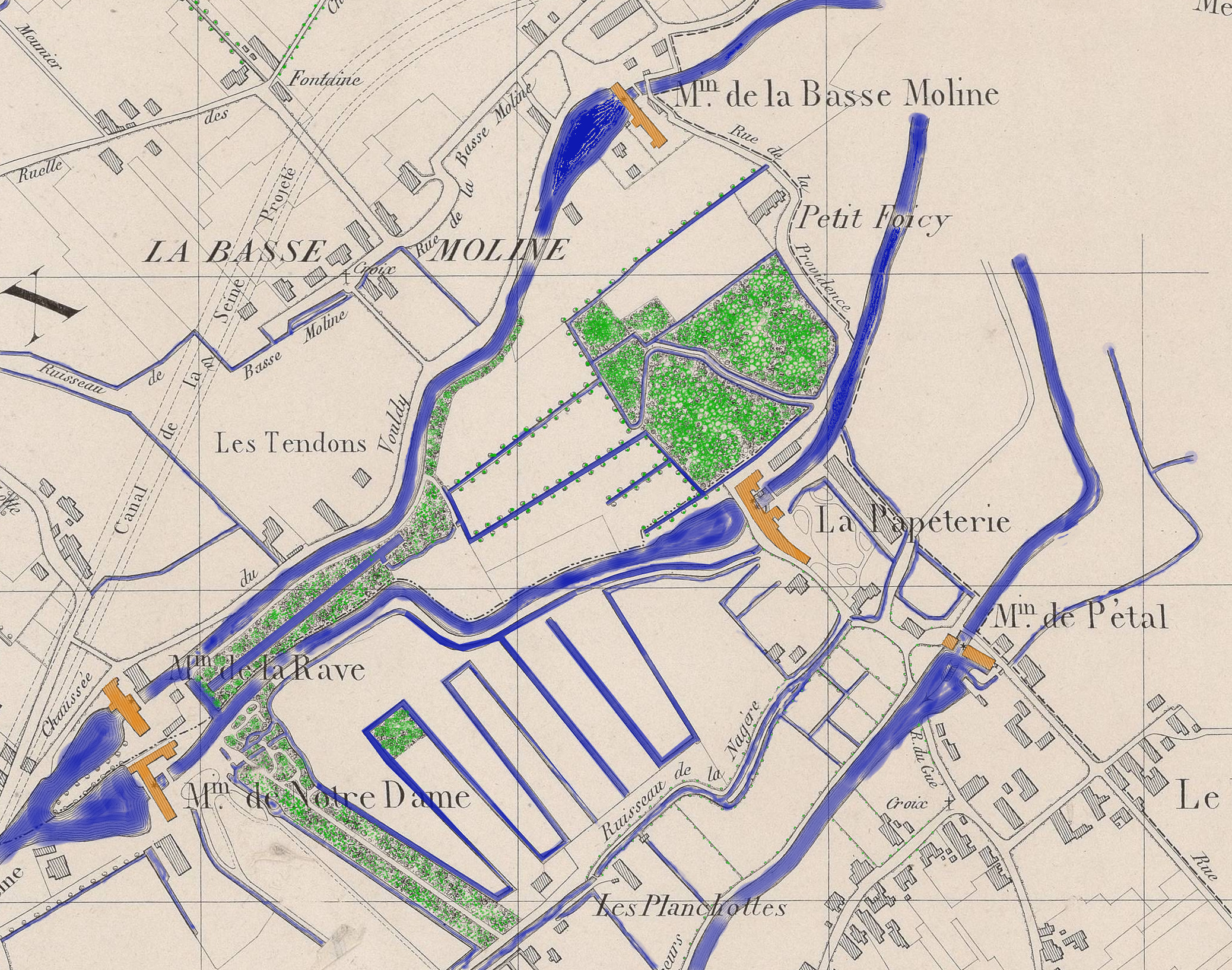
La papeterie en orange au centre, 1839.

En 1923, la Socièté nouvelle des papeteries de Champagne possède quatre machines à papier et se spécialise dans le papier à cigarette. Les papetiers Bolloré travaillent depuis 1823 à Troyes et utilisent la marque OCB.